# 和田見里美
和田見 里美（わだみ さとみ。1987年5月26日- ）は、鳥取県・大栄町（現北栄町）出身の女子自転車競技選手。鳥取県立倉吉東高等学校、中京大学体育学部を経て、2010年4月より同大学大学院に在籍。2008年北京オリンピック日本代表選手（自転車競技）。

## 経歴
倉吉東高校時代よりトラックレースの中・長距離選手として活躍。2005年の全国高等学校選抜自転車競技大会・2km個人追い抜きで優勝を果たす。中京大学に進学した2006年は、全日本自転車競技選手権大会、全日本アマチュア自転車競技選手権大会の3km個人追い抜きを制覇。また同年開催されたアジア競技大会にも出場した。
そして2007年6月、南アフリカ・ケープタウンで開催された世界選手権自転車競技大会Bのポイントレースで優勝し、同大会スプリントで優勝した佃咲江とともに北京オリンピック代表内定選手となった。この他この大会ではスクラッチでも優勝して二冠を達成。また個人追い抜きでは2位、ケイリンでは3位に入った。
そして同年10月に発表されたトラックナショナルチームのメンバーにも選出された。また同年のアジア自転車選手権3km個人追い抜きでは3位に入賞。国内に目を転じると、3km個人追い抜きでは全日本自転車競技選手権大会、全日本アマチュア選手権自転車競技大会といずれも連覇を果たした他、全日本選手権のポイントレースも制し、同年同大会の二冠を果たした。
2008年の北京オリンピック（2万5,000メートルポイントレース決勝）では、高速スピードについていく積極的な走りで善戦したが、20周過ぎにアメリカのサラ・ハマーらと接触して転倒、しばらくの間起き上がれない状態となり、結局途中棄権した。
2009年、全日本選手権・3km個人追い抜き優勝。